# Grethen (Bad Dürkheim)
Grethen ist ein Stadtteil der rheinland-pfälzischen Kreisstadt Bad Dürkheim.

## Lage
Der Ort liegt westlich der Kernstadt im Pfälzerwald an der Isenach sowie an der Bundesstraße 37.

## Geschichte
773 wurde Grethen als „Crothincheim“ zum ersten Mal urkundlich erwähnt, nachdem es bereits zuvor zuerst von den Kelten und später von den Römern besiedelt worden war. Zum Zeitpunkt der Besiedelung durch die Kelten war Grethen außerdem Fürstensitz.
Ab etwa 950 wurde vor Ort die Salierburg Limburg errichtet. Kaiser Konrad II. schenkte Grethen laut Urkunde vom 16. Februar 1035 dem neu gegründeten Kloster Limburg. Es heißt darin, das Kloster erhalte den Ort zum Eigentum, mit allen Rechten und Nutznießungen wie sie seither die rheinfränkischen Herzöge dort inne gehabt hätten. Der erste namentlich bekannte Mönch, Florian von Beck, lebte dort zwischen 1435 und 1472.
Nachdem das Kloster Limburg um 1574 aufgehoben worden war, wurde das Dorf zwischen Kurpfalz und Leiningen aufgeteilt.
Von 1902 bis 1931 gehörte der Ort zum Bezirksamt Dürkheim. Am 31. März 1935 erfolgte die Eingemeindung nach Bad Dürkheim. Der Nachbarort Hausen, der in den 1960er Jahren als Neubaugebiet entstand, gehört ebenfalls zum Ortsbezirk Grethen.

## Wappen
Die Blasonierung des Wappens lautet: „In Blau ein schräglinks gelegter wachsender Krummstab, beseitet von je einem rotbewehrten silbernen Adler“.

## Politik

### Ortsbeirat
Der Stadtteil gehört zum Ortsbezirk Grethen-Hausen und wird politisch von einem Ortsbeirat und einem Ortsvorsteher vertreten.
Der Ortsbeirat besteht aus sieben Ortsbeiratsmitgliedern. Bei der Kommunalwahl am 9. Juni 2024 wurden die Beiratsmitglieder in einer personalisierten Verhältniswahl gewählt. Die Sitzverteilung im gewählten Ortsbeirat:
| Wahl | SPD | CDU | Grüne | Linke | FWG | Gesamt  |
| ---- | --- | --- | ----- | ----- | --- | ------- |
| 2024 | 2   | 2   | 1     | –     | 2   | 7 Sitze |
| 2019 | 3   | 3   | –     | –     | 1   | 7 Sitze |
| 2014 | 3   | 3   | –     | 0     | 1   | 7 Sitze |

### Ortsvorsteher
Ortsvorsteher ist Dieter Walther (SPD). Bei der Direktwahl am 26. Mai 2019 setzte er sich mit einem Stimmenanteil von 56,62 % gegen den bisherigen Amtsinhaber Rolf Jochum (CDU) durch. Bei der Direktwahl am 9. Juni 2024 wurde er als einziger Bewerber mit 74,55 % für weitere fünf Jahre in seinem Amt bestätigt.

## Infrastruktur
Auf Gemarkung von Grethen befinden sich insgesamt neun Kulturdenkmäler, darunter die Ruine des Klosters Limburg. In die örtliche Herzogmühle ist zudem seit 1981 das Pfalzmuseum für Naturkunde integriert. Die nächstgelegene Bahnstation ist der Bahnhof Bad Dürkheim.